# Fritz Indra
Fritz Indra (Friedrich Indra) (Wenen, 22 maart 1940) is een Oostenrijks ingenieur en motoren- en voertuigontwikkelaar.

## Leven

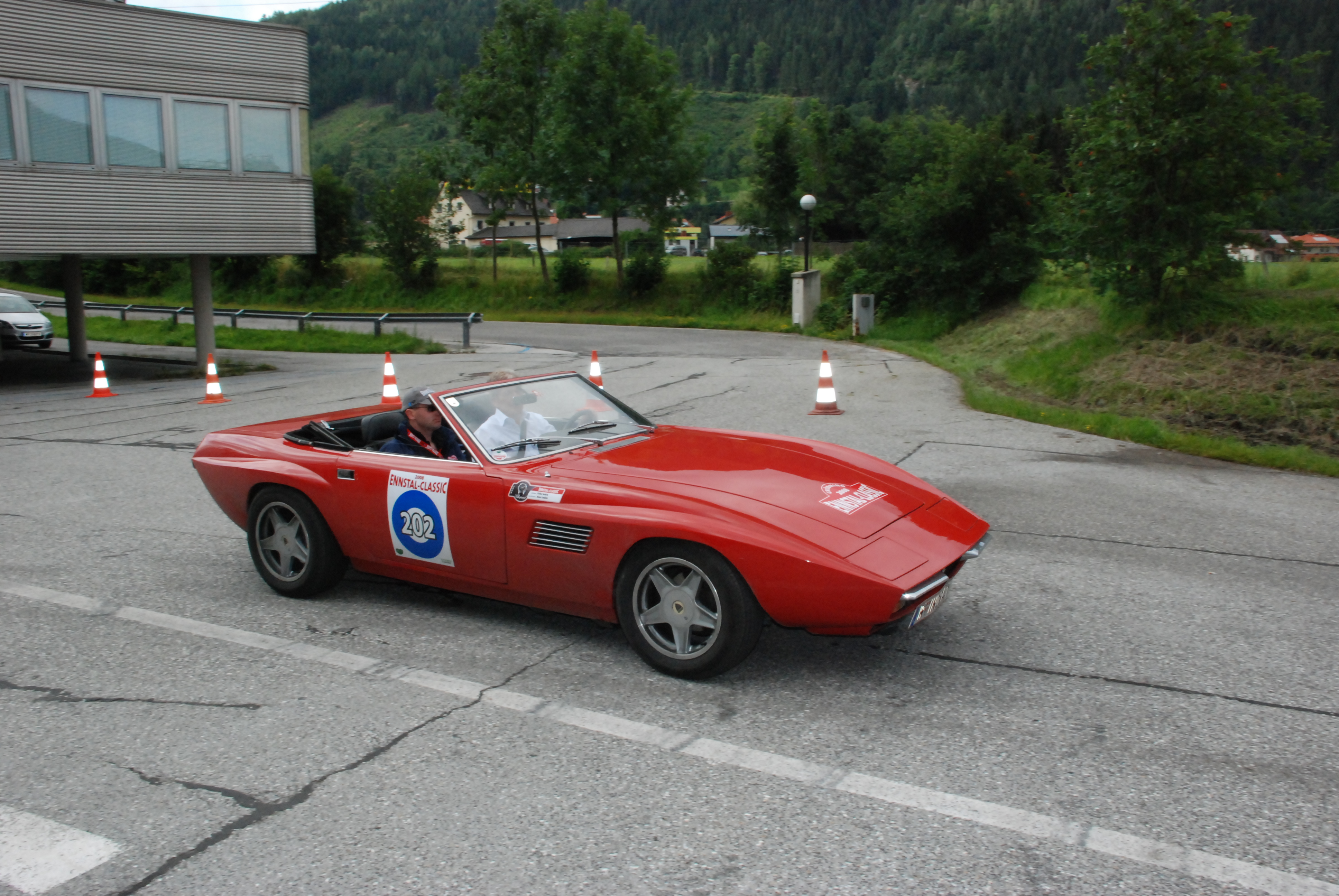
Fritz Indra achter het stuur van zijn Intermechanica Indra uit 1972 bij de Ennstal-Classic 2008

Fritz Indra studeert werktuigbouwkunde aan de Technische Universiteit in Wenen, waar hij in 1969 promoveert in de technische wetenschap. Van 1968 tot 1971 is hij daar assistent.
Van 1971 tot 1979 werkt hij bij BMW-Alpina als ontwikkelingsleider en van 1979 tot 1985 als leider van de motorconstructie bij Audi.
In 1985 krijgt hij bij Opel de leiding over de motorenontwikkeling en wordt hij directeur van de onderzoeksafdeling. In die periode werkt hij mee aan de ontwikkeling van de Ecotec motoren. De laatste voorloper van de Ecotec motoren, de C20XE die hij ontwikkelt is met een rendement van 37 procent de meest efficiënte benzinemotor van zijn tijd.
Vanaf 1997 is hij Executive Director bij de ontwikkelingsafdeling van General Motors Powertrain in Detroit. Daarnaast is hij lid van de raad van toezicht van het Pan Asian Automotive Center in Shanghai en Metal Casting Technology in Milford.
Vanaf 1985 werkt hij aan de universiteit van Wenen als docent, in 1991 wordt hij tot professor verbrandingsmachinetechniek benoemd. In 1995 wordt dat contract voor onbepaalde tijd verlengd.
In April 2005 gaat hij met pensioen. Sindsdien voert hij verschillende adviserende werkzaamheden uit.

## Verdiensten
- In 1983 ontvangt hij de IGM Prijs voor de door hem ontwikkelde Audi Turbomotoren.[5]
- In oktober 1998 wordt hij door de toenmalige Oostenrijkse bondspresident Thomas Klestil onderscheiden met het "Grote gouden ereteken voor verdienste voor de republiek Oostenrijk".

## Trivia
- In 1971 brengt Opel op basis van de Diplomat V8 de Intermechanica Indra als Cabrio en Coupé uit, waarvan slechts 100 Auto's geproduceerd zijn. Fritz Indra rijdt een exemplaar.[6]

## Verwijzingen
1. ↑  Friedrich Indra, E315 - Institut für Verbrennungskraftmaschinen und Kraftfahrzeugbau
2. ↑  Prof. Dr. Fritz Indra viert zestigste verjaardag – Opel persbericht[dode link]
3. ↑  Vortrag Zylinderabschaltung zur Verbrauchsreduktion (PDF). Gearchiveerd op 23 februari 2020.
4. ↑  TUWIS++ - Mitteilungsblatt vom 07.08.1996[dode link]
5. ↑  Wirtschaftsblatt − Menschen in Bewegung. Gearchiveerd op 30 mei 2012. Geraadpleegd op 14 oktober 2008.
6. ↑  Opel-Oldies: Geschichten aus Chrom und Blech (Fotoserie)